# Transversell våg

Transversell stående våg på ett membran

En transversell våg eller transversalvåg är en mekanisk vågrörelse där punkternas svängningsriktning är vinkelrät mot utbredningsriktningen. Exempel är vågor på strängar i stränginstrument. Även elektromagnetiska vågor kan beskrivas som transversella vågor, där de elektriska och magnetiska fälten har riktningar vinkelräta mot utbredningsriktningen. Motsatsen är longitudinella vågor (kompressionsvågor), som till exempel ljud. 
Den återdrivande kraften ges ofta av en dragspänning i snöret eller membranet. Transversella vågor i styva material är böjvågor.

## Polarisation
En transversell våg på en sträng kan ha svängningar i olika riktningar. Allmänt kan denna rörelse beskrivas som en summa av en rörelse i en x-riktning och en y-riktning vinkelrät därpå (där strängen är parallell mot z). Även elektromagnetiska vågor och ljus har samma typ av polarisering.

### Linjär polarisering
Vid linjär polarisering är strängens utvikelser i x-led och i y-led i fas med varandra. Strängens punkter svänger då överallt längs samma linje.

### Cirkulär polarisering
Vid cirkulär polarisering har sinusformiga utvikelser i x- och i y-led samma amplitud, men med en fasskillnad på 90°, på samma sätt som sinus och cosinus. Summan av dessa två rörelsen är då en cirkel och strängens form blir som en skruv. Beroende om det är sinus eller cosinus som leder (om fasskillnaden är +90° eller -90°), är rotationen medurs eller moturs. Man talar om vänster- och högerpolarisade vågor, där konventionerna kan vara olika.

### Elliptisk polarisering
Vid elliptisk polarisering har komponenterna med 90° fasdifferens inte samma amplitud.